# Архив
Архив (архива) је установа која прикупља, сортира, чува, обрађује и издаје писане, штампане, звучне, филмске и дигиталне документе државних органа, друштвених организација, јавних институција, јавних радника, и значајнијих личности и организација. Ово се ради да би се омогућила употреба документације у истраживачке и друге сврхе. С обзиром на функцију, архиви могу бити општи и специјални (посебне тематике). Под појмом архив понекад се сматра и чување документације за појединачне или потребе организација.
Архив је акумулација историјских записа – у било ком медију – или физички објекат у коме се налазе. Архиви садрже примарне изворне документе који су се акумулирали током живота појединца или организације и чувају се да би показали функцију те особе или организације. Професионални архивисти и историчари генерално схватају архиве као записе који су природно и нужно настали као производ редовних правних, комерцијалних, административних или друштвених активности. Они су метафорички дефинисани као „секреције организма“, и разликују се од докумената који су свесно написани или створени да би пренели одређену поруку потомству.
Уопштено говорећи, архиви се састоје од записа који су одабрани за трајно или дугорочно чување на основу њихове трајне културне, историјске или доказне вредности. Архивски записи су обично необјављени и скоро увек јединствени, за разлику од књига или часописа за које велико број идентичних примерака може постојати. То значи да се архиви прилично разликују од библиотека по својој функцији и организацији, иако се архивске збирке често могу наћи у библиотечким зградама.
Лице које ради у архивима назива се архивар. Проучавање и пракса организовања, чувања и омогућавања приступа информацијама и материјалима у архивима назива се архивистика. Физичко место складиштења може се назвати архивом (уобичајеније у Уједињеном Краљевству), архивима (чешће у Сједињеним Државама) или репозиторијумом.
Рачунарску употреба термина „архив“ не треба мешати са значењем термина у евиденцији.

## Етимологија
Енглеска реч archive је изведена из француске речи archives (множина), и заузврат од латинских речи archīum или archīvum, романизованог облика грчке речи ἀρχεῖον (arkheion). Грчки термин се првобитно односио на дом или стан архонта, владара или главног судије, у коме су се чували и тумачили важни званични државни документи; одатле се његово значење проширило и обухватило појмове као што су „градска скупштина“ и „јавни записи“. Корен грчке речи је ἀρχή (arkhē), што између осталог значи „магистрација, канцеларија, влада“, и изведена је од глагола  ἄρχω (arkhō), што значи „почети, управљати, владати“ (такође корен речи као што су „анархија“ и „монархија“).
Реч архив је први пут посведочена на енглеском почетком 17. века, а реч archivist средином 18. века, иако се у тим периодима оба термина обично користе само у контексту стране институције и особља. Тек крајем 19. века се почело са широком применом у домаћим контекстима.